# Kecamatan Sekerak
Kecamatan Sekerak (indonesiska: Sekerak) är ett distrikt i Indonesien.   Det ligger i provinsen Aceh, i den västra delen av landet, 1 500 km nordväst om huvudstaden Jakarta.